# Fernandinho (ur. 1981)
Éldis Fernando Damasio (ur. 13 stycznia 1981 we Florianópolis) – brazylijski piłkarz występujący na pozycji pomocnika.

## Życiorys
Seniorską karierę rozpoczynał w 1999 roku w Associação Ferroviária de Esportes. W 2000 roku przeszedł do Guaratinguetá Futebol, skąd w 2002 roku został wypożyczony do Tupã FC. W tym samym roku został piłkarzem Figueirense FC. W Campeonato Brasileiro Série A zadebiutował 16 sierpnia 2003 roku w wygranym 1:0 meczu z Santos FC. Ogółem w sezonie 2003 zdobył 9 bramek w 20 meczach. Na początku 2004 roku grał w AD São Caetano, po czym przeszedł do Gamby Osaka. W J.League Division 1 zadebiutował 20 marca 2004 roku w wygranym 1:0 spotkaniu z Sanfrecce Hiroszima. Ogółem dla Gamby zdobył 23 gole w 81 meczach ligowych, a w 2005 roku zdobył z klubem mistrzostwo Japonii. Ponadto w 2006 roku uczestniczył w sześciu meczach Ligi Mistrzów AFC, w których strzelił sześć bramek. W 2007 roku przeszedł do Shimizu S-Pulse, z którego w połowie 2008 roku został wypożyczony do Kyoto Sanga FC. Na początku 2009 roku został piłkarzem CR Vasco da Gama, dla którego rozegrał sześć meczów, z czego jeden w Campeonato Brasileiro Série B. W lipcu 2009 roku przeszedł do Oity Trinita, a po pół roku do Vegalty Sendai. Po zakończeniu sezonu odszedł z Vegalty i pozostawał bez klubu. W pierwszej połowie 2012 roku grał w Mogi Mirim EC, a następnie w Ventforecie Kōfu, z którym zdobył mistrzostwo J.League Division 2. W 2013 roku powrócił do Brazylii, podpisując kontrakt z CA Linense. Latem został wypożyczony z tego klubu do Guarani FC, dla którego rozegrał 9 spotkań w Campeonato Brasileiro Série C. W 2014 roku został zawodnikiem Gainare Tottori, gdzie występował do końca 2016 roku. W 2017 roku grał w Associação Ferroviária de Esportes, po czym wrócił do Gainare Tottori, w którym zakończył karierę w 2020 roku.

## Statystyki ligowe
| Sezon    | Klub             | Liga                          | Mecze | Gole |
| -------- | ---------------- | ----------------------------- | ----- | ---- |
| 2003     | Figueirense FC   | Campeonato Brasileiro Série A | 20    | 9    |
| 2004     | Gamba Osaka      | J.League Division 1           | 28    | 10   |
| 2005     | Gamba Osaka      | J.League Division 1           | 34    | 7    |
| 2006     | Gamba Osaka      | J.League Division 1           | 19    | 6    |
| 2007     | Shimizu S-Pulse  | J.League Division 1           | 33    | 9    |
| 2008 (w) | Shimizu S-Pulse  | J.League Division 1           | 13    | 1    |
| 2008     | Kyoto Sanga FC   | J.League Division 1           | 16    | 3    |
| 2009 (w) | CR Vasco da Gama | Campeonato Brasileiro Série B | 1     | 0    |
| 2009 (j) | Oita Trinita     | J.League Division 1           | 15    | 3    |
| 2010     | Vegalta Sendai   | J.League Division 1           | 26    | 8    |
| 2012 (j) | Ventforet Kōfu   | J.League Division 2           | 17    | 1    |
| 2013     | Guarani FC       | Campeonato Brasileiro Série C | 9     | 0    |
| 2014     | Gainare Tottori  | J3 League                     | 15    | 7    |
| 2015     | Gainare Tottori  | J3 League                     | 14    | 5    |
| 2016     | Gainare Tottori  | J3 League                     | 26    | 7    |
| 2018     | Gainare Tottori  | J3 League                     | 31    | 9    |
| 2019     | Gainare Tottori  | J3 League                     | 25    | 7    |
| 2020     | Gainare Tottori  | J3 League                     | 17    | 4    |